# South central cartel
South Central Cartel — гангста рэп-группа из Лос-Анджелеса. Некоторыми из их популярных треков являются «Can I Roll Wit U», «Ya Getz Clowned», «Gang Stories», «Servin 'Em Heat», «Knocc On Wood (remix)», «All Day Everyday», «Gangsta Boogie», «G’z On Da Move», «West Coast Gangstas».

## История
Как и многие другие группы Западного побережья начала 90-х годов, они стали последователями N.W.A. (Niggaz Wit Attitudes). South Central Cartel впервые появились со своим дебютным альбомом South Central Madness в начале 1992 года, и далее выпускали альбомы на протяжении полутора десятков лет. По их итогам альбом N Gatz We Truss (1994), вызвал значительный объем внимания в Gangsta Rap Underground, а лейбл Def Jam подписал контракт с группой, что в конечном итоге привело их к записи наиболее коммерчески успешного альбома All Day Everyday(1997).
Несмотря на отсутствие общих успехов, SCC не стали группой такого уровня как N.W.A, Compton's Most Wanted. Все участники South Central Cartel являются членами банды 94 Hoover Criminals, раннее находившейся в составе альянса Crips.

## Лучшие альбомы
- Cartel or Die. S.C.C.'s Most Gangsta
- All Day Everyday
- 'N Gatz We Truss
- South Central Madness

Последний альбом выпущен в 2018 году и называется South Central Gangsta Music. Знатоки и фанаты группы утверждают, что альбом достаточно удачный, однако от гангста-рэпа 90-х годов осталось очень мало. Радует только то, что такая крупная группа сохранилась до сегодняшних дней и продолжает своё дело, оставаясь верными своим убеждениям. Вскоре коллектив выпустил обновленную версию альбома, сохранившую этот антураж.